# Consejo de Estado de Uruguay
Se conoce bajo el término de Consejo de Estado a distintos órganos que ejercieron el Poder Legislativo en Uruguay, sustituyendo a la Asamblea General en sus funciones. 

## Consejo de Estado de 1846
En 1846, durante la guerra civil conocida como Guerra Grande, el presidente en ejercicio, Joaquín Suárez disolvió el Parlamento por decreto y creó una Asamblea de Notables y un Consejo de Estado, presidido por Alejandro Chucarro.

## Consejo de Estado de 1898
En 1898 el presidente en ejercicio, Juan Lindolfo Cuestas disolvió el Parlamento y creó un Consejo de Estado de igual número de miembros que el parlamento disuelto (ochenta y ocho), entre los que se contaban José Batlle y Ordóñez y Eduardo Acevedo Díaz.

## Junta de Gobierno y Asamblea Deliberante de 1933
El 31 de marzo de 1933 el presidente Gabriel Terra dictó un decreto por el cual se declararon disueltos el Parlamento y el Consejo Nacional de Administración y se creó una Junta Gobierno de nueve miembros para asesoramiento del Poder Ejecutivo. También se anunció la creación de una Asamblea Deliberante en sustitución del Poder Legislativo, a la cual la oposición puso el mote de Asamblea Delirante. Los miembros de la Junta de Gobierno fueron Pablo Galarza, Alberto Demicheli, Francisco Ghigliani, Andrés Felipe Puyol, Pedro Manini Ríos, José Espalter, Roberto Berro, Alfredo Navarro y Aniceto Patrón.

## Consejo de Estado de 1942
En 1942 el presidente Alfredo Baldomir, con el apoyo del batllismo, los nacionalistas independientes y el Partido Comunista, disolvió el Parlamento y lo sustituyó por un Consejo de Estado de 16 miembros que contó, entre otros integrantes, con Juan José de Amézaga y José Serrato. 

## Consejo de Estado de 1973
En 1973 el presidente Juan María Bordaberry, con apoyo de las Fuerzas Armadas, disolvió el Parlamento y creó un Consejo de Estado de 25 miembros presidido por exsenador del Partido Nacional, doctor Martín R. Echegoyen. Con algunos cambios, este Consejo de Estado estuvo en funciones hasta el retorno a la democracia en 1985. 